# Рязанский 69-й пехотный полк

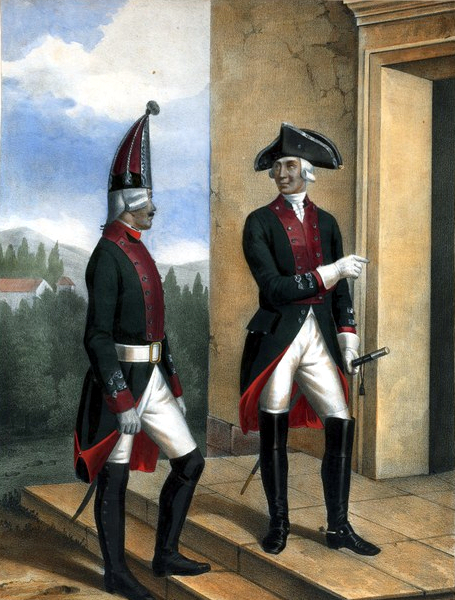
Гренадер и Штаб-офицер Рязанского Мушкетерского полка. 1797 — 1801 годов.

69-й пехотный Рязанский генерал-фельдмаршала князя Александра Голицына полк — пехотная часть Русской императорской армии. С 1819 года входил в состав 18-й пехотной дивизии.
Полковой праздник — 22 августа.

Изображение одного из знамён Рязанского пехотного полка, 1712 года.

Старшинство по состоянию на 1914 год: 6 декабря 1703 года и 11 июля 1813 года.

## Места дислокации
В 1820 — Венёв Тульской губернии, второй батальон — в Слободско-Украинской губернии, при поселении в Уланской дивизии.

## История полка
Из 1 000 рекрут сформирован в декабре 1703 году в Москве боярином Стрешневым Пехотный полк полковника Ланга в составе 10 рот. 12 октября 1704 года приведён в состав двух батальонов (по четыре фузелерных роты в каждом) и гренадерской роты. Пожалованы 10 знамён (по числу рот). 10 марта 1708 года наименован Рязанским Пехотным полком. Гренадерская рота отчислена на формирование Гренадерского Энзберга полка. В 1712 году пожалованы новые знамёна (8 штук): одно белое с вензелем Петра I в окружении ветвей, остальные: «Желтыя, съ золотымъ изображеніемъ, въ верхнемъ углу, у древка, Русскаго Князя, съ обнаженнымъ мечемъ въ правой руке»
1 мая 1724 года расквартирован в Московской провинции. 9 июня 1724 года четыре роты, участвовавшие в Персидском походе и находившиеся на тот момент в Дербенте, отчислены на сформирование Дербентского пехотного полка. Взамен сформированы новые. 10 мая 1725 года 3-я фузелерная рота отчислена в состав Гренадерского Компенгаузена полка взамен поступившей из него гренадерской роты. Полк приведен в состав одной гренадерской и семи фузелерных рот.
16 февраля 1727 года наименован по месту дислокации 6-м Московским пехотным полком. 13 ноября 1727 года в связи с отменой дислокации в Московской провинции переименован в Рязанский пехотный полк. 28 октября 1731 пожалованы новые знамёна (8 шт.), полк переформирован в состав восьми фузелерных рот с добавлением по 16-ти гренадер в каждый. 11 декабря 1741 года к полку добавлена гренадерская рота. 27 января 1747 года переформирован в трехбатальонный состав, третьему батальону пожалованы 2 знамени. 25 апреля 1762 года наименован по шефу — Пехотным Генерал-Майора Графа Фёдора Остермана полком и приведен в состав двух батальонов.
5 июля 1762 году переименован в Рязанский пехотный полк и развёрнут в трехбатальонный состав. 14 января 1763 года приведён в состав двух батальонов, которым были пожалованы новые знамёна (4 шт, по два на батальон). 11 ноября 1780 года пожалованы новые знамёна (4 шт, по два на батальон).
29 ноября 1796 года переформирован в Рязанский мушкетерский полк. 2 апреля 1798 года наименован по шефу — Мушкетерским Генерала от Инфантерии Голенищева-Кутузова полком. 21 августа 1798 года пожалованы 10 знамён (по числу рот), все прежние знамёна отобраны. 24 октября 1799 года наименован по шефу — Мушкетерским Генерал-Майора Алексеева полком.
С 29 марта 1801 года переименован в Рязанский мушкетерский полк. 21 марта 1802 года в полку оставлено 6 знамён (по 2 на батальон), остальные сданы в арсенал. К 30 апреля 1802 года приведён в состав в трёх батальонов. 13 июня 1806 года три роты отделены на формирование 24-го егерского полка, взамен сформированы новые.
22 февраля 1811 года вновь переименован в Рязанский пехотный полк. 19 ноября 1811 года для полка в Белёвском рекрутском депо сформирован резервный батальон. 2 апреля 1814 года всем батальонам полка пожалованы знаки на кивера с надписью «За отличие» за подвиги в войне с Францией в 1812-1814 годах. 21 августа 1814 года в батальонах полка оставлено по одному знамени. 16 февраля 1824 года всем трём батальонам полка пожалованы новые простые знамёна, прежние сданы в арсенал. 16 февраля 1831 года 3-й резервный батальон отчислен на формирование Модлинского пехотного полка. Взамен в полку сформирован новый резервный батальон.
28 января 1833 года из Рязанского Пехотного полка и 29-го егерского полка составлен Рязанский Пехотный полк шестибатальонного состава. При этом 1-й и 2-й батальоны Рязанского Пехотного полка стали 1-м и 2-м батальонами полка, 1-й и 2-й батальоны 29-го егерского полка — 3-м и 4-м батальонами полка, 3-й резервный батальон Рязанского Пехотного полка и 3-й резервный батальон 29-го егерского полка стали 5-м и 6-м резервными батальонами полка. Полк вплоть до 1918 года имел старшинство обоих полков.
12 мая 1833 года 3-му и 4-му действующим и 6-му резервному батальонам, прежде составлявшим 29-й егерский полк, пожалованы простые знамёна без надписей и знаки на кивера с надписью «За отличие» для уравнения со старыми батальонами Рязанского полка. К 30 августа 1834 года 6-й резервный батальон переформирован в запасной полубатальон № 69 запасных войск. 12 декабря 1836 года 5-му резервному батальону пожаловано простое знамя без надписи. 20 июня 1838 года к знаменам 1-го и 2-го батальонов пожалованы юбилейные александровские ленты. 20 января 1842 года запасной полубатальон № 69 переформирован в 6-й запасной батальон полка с сохранением в составе запасных войск. 23 февраля 1845 года 3-й действующий батальон отчислен в состав Модлинского пехотного полка. Взамен сформирован новый 3-й действующий батальон. 28 февраля 1845 года 3-му действующему батальону пожаловано простое знамя без надписи и юбилейная александровская лента.
10 марта 1854 года сформированы 7-й и 8-й запасные батальоны. При формировании им были выданы знамёна. 29 октября 1855 года 1-му батальону пожаловано георгиевское знамя с надписью «За отличие при штурме крепости Карса 17-го Сентября 1855 года», на которое была возложена юбилейная лента (1838 года) с прежнего батальонного знамени. 23 августа 1856 года расформированы 7-й и 8-й запасные батальоны. Чины 5-го и 6-го батальонов уволены в бессрочный отпуск.
25 марта 1864 года переформирован в 69-й Рязанский пехотный полк. 13 августа 1864 года приведён в состав трёх батальонов. 4-й батальон расформирован поротно на составление резервных батальонов (упразднены в 1873 году). 5-й и 6-й батальоны формально расформированы. 17 апреля 1878 года 2-му и 3-му батальонам пожалованы Георгиевские знамёна с надписью «За переправу через Дунай у Галаца 10 июня 1877 года». 17 октября 1878 года 1-му батальону пожалованы две георгиевские трубы с надписью «За переправу через Дунай у Галаца 10 июня 1877 года». В 1879 году из стрелковых рот батальонов полка сформирован 4-й батальон. Батальону выдано простое знамя прежнего 4-го батальона.
В 1884 году установлено общее старшинство полка от 6 декабря 1703 года с сохранением старшинства 56-го егерского полка, 11 июля 1813 года.
25 марта 1891 года переименован в 69-й Рязанский пехотный Генерал-Фельдмаршала Князя Александра Голицына полк. 6 декабря 1903 года пожаловано юбилейное георгиевское знамя с надписью «За отличие при штурме крепости Карса 17-го Сентября 1855 года и за переправу через Дунай у Галаца 10 июня 1877 года» с юбилейной александровской лентой «1703-1903».

## Знаки отличия полка к 1914
- юбилейное георгиевское знамя с надписью «За отличие при штурме крепости Карса 17-го Сентября 1855 года и за переправу через Дунай у Галаца 10 июня 1877 года» с юбилейной александровской лентой «1703-1903»
- 2 георгиевские трубы с надписью «За переправу через Дунай у Галаца 10 июня 1877 года»
- знаки нагрудные для офицеров и головные для нижних чинов с надписью «За отличие»

## Шефыполка
Шеф (почётный командир) полка:
- 25.04.1762 — 05.07.1762 — генерал-майор граф Остерман, Фёдор Андреевич
- 03.12.1796 — 24.12.1797 — генерал от инфантерии (с 05.04.1797 генерал-фельдмаршал) Каменский, Михаил Федотович
- 24.12.1797 — 26.10.1799 — генерал-лейтенант (с 04.01.1798 генерал от инфантерии) Голенищев-Кутузов, Михаил Илларионович
- 26.10.1799 — 28.08.1812 — генерал-майор Алексеев, Иван Степанович
- 16.12.1813 — 22.06.1815 — полковник Скобелев, Иван Никитич
- 25.04.1762 — 06.07.1762 — генерал-майор граф Остерман, Фёдор Андреевич
- 25.12.1801 — 02.11.1802 — полковник Баранов, Авксентий Иванович
- 30.08.1872 — 24.04.1891 — генерал-фельдмаршал Хельмут Карл Бернхард фон Мольтке

## Командиры полка
(Командующий в дореволюционной терминологии означал временно исполняющего обязанности начальника или командира).
- хх.хх.1703 — хх.хх.хххх — полковник Купер, Даниил Иванович
- хх.хх.1705 — после 20.09.1707 — полковник Ланг (Ланге), Николай Увидкисович
- до 1711 — 27.07.1714[~ 9] — полковник фон Равенштейн (Равор-Штейн), Иван Иванович (Ян Богуст)
- хх.хх.1714 — хх.хх.1715 — командующий подполковник Фос, Кашпер Кашперович
- хх.хх.1715 — после 20.03.1720 — полковник Юнгер, Андрей Томасович
- 16.04.1725 — 06.10.1729[~ 10] — полковник Фос, Кашпер Кашперович
- 25.02.1730 — 17.12.1733[~ 10] — полковник Барыков, Лаврентий Ларионович
- 23.12.1734 — хх.хх.1738[~ 10] — полковник Лихарев, Андрей
- хх.хх.1739 — 23.10.1740 — полковник де Фридериц, Христиан
- 11.11.1740 — хх.хх.1742 — полковник Орлов, Иван Михайлович
- 24.04.1742 — хх.хх.1743 — полковник Кочетов, Дмитрий Иванович
- 16.03.1743 — 11.12.1745 — полковник Пушечников, Лев Константинович
- 01.01.1748 — 01.04.1748[~ 10] — полковник Верёвкин, Степан
- 25.04.1749 — 25.12.1755 — полковник Фаст, Яков Иванович
- 25.12.1755 — 01.01.1759 — полковник Матов, Евдоким Герасимович
- 01.01.1759 — 03.03.1763 — полковник Поскочин, Никита Васильевич
- 17.04.1763 — 24.11.1764 — полковник князь Мещерский, Платон Степанович
- 24.11.1764 — 25.09.1771 — полковник Шестаков, Фёдор Матвеевич
- 25.09.1771 — хх.хх.1775[~ 11] — полковник принц Изенбургский, Мориц
- 22.09.1775 — 28.06.1782 — полковник (с 24.11.1780 бригадир) Лунин, Александр Михайлович
- хх.хх.1782 — 14.03.1789 — полковник князь Волконский, Александр Сергеевич
- хх.хх.1789 — 01.01.1795 — полковник (с 02.09.1793 бригадир) князь Долгоруков, Павел Васильевич
- 01.01.1795 — 01.07.1798 — полковник Баранов, Авксентий Иванович
- 01.07.1798 — 05.02.1800 — подполковник (с 26.10.1798 полковник) Энгельгардт, Григорий Григорьевич
- 16.02.1800 — 25.12.1801 — полковник Кублицкий, Владимир Кузьмич
- 25.12.1801 — 02.11.1802 — полковник Баранов, Авксентий Иванович
- 29.12.1802 — 18.06.1803 — полковник Кублицкий, Владимир Кузьмич
- 21.12.1803 — 20.01.1811 — майор (с 06.12.1804 подполковник, с 12.12.1807 полковник) граф Бензель, Алексей Иванович
- 28.02.1811 — 26.08.1812[~ 12] — майор (с 07.11.1811 подполковник) Ореус, Алексей Максимович
- 26.08.1812 — 22.06.1815 — майор (с 05.12.1813 подполковник) Новиков, Григорий Иванович
- 22.06.1815 — 06.10.1817 — полковник Скобелев, Иван Никитич
- 11.10.1817 — 12.07.1829[~ 13] — подполковник (с 26.11.1823 полковник) Пряжевский[~ 14], Николай Иванович
- 24.07.1829 — 21.04.1833 — подполковник (с 01.03.1833 полковник) Ганкевич, Павел Леонтьевич
- 21.04.1833 — 15.05.1844 — полковник (с 08.09.1843 генерал-майор) Даровский, Иван Антонович
- 15.06.1844 — 01.01.1846 — полковник (с 17.03.1845 генерал-майор) Гурьев, Семён Алексеевич
- 06.01.1846 — 17.09.1847 — полковник (с 06.12.1846 генерал-майор) Щелканов, Александр Семёнович
- 11.10.1847 — 21.03.1853[~ 15] — полковник (с 30.03.1852 генерал-майор) Дуссек, Александр Фомич
- 21.03.1853 — 07.04.1854[~ 16] — полковник Макаренко, Фёдор Афанасьевич
- 17.04.1854 — 08.04.1856 — полковник Рылеев, Иван Михайлович
- 08.04.1856 — 12.07.1858 — полковник князь Шаликов, Семён Осипович
- 12.07.1858 — 17.06.1868 — полковник Крауз, Адольф Фердинандович
- 17.06.1868 — 25.01.1870 — полковник Тимрот, Густав Фёдорович
- 25.01.1870 — 26.11.1873 — полковник Бискупский, Константин Ксаверьевич
- 26.11.1873 — 22.04.1876 — полковник Мольский, Виталий Константинович
- 22.04.1876 — 27.11.1884 — полковник (с 25.10.1884 генерал-майор) Шульгин, Александр Николаевич
- 12.12.1884 — 21.09.1895 — полковник (с 14.11.1894 генерал-майор) Бротерус, Александр Александрович
- 25.10.1895 — 18.07.1900 — полковник Михайлов, Милий Кондратьевич
- 27.08.1900 — 10.07.1903 — полковник Федотов, Иван Иванович
- 29.07.1903 — 07.12.1906 — полковник Дубравин, Александр Николаевич
- 09.12.1906 — 09.10.1911 — полковник Дитерихс, Александр Николаевич
- 09.10.1911 — 30.09.1914 — полковник Вансович, Николай Афанасьевич
- 30.09.1914 — 31.12.1916 — полковник Новосильцев, Лев Семёнович
- 18.01.1917 — 21.06.1917 — полковник Шавров, Борис Николаевич
- 08.07.1917 — хх.хх.хххх — полковник Дементьев, Константин Константинович

## Комментарии
1. ↑  В 1819 г. именовалась 10-й пехотной дивизией.
2. ↑  Расформирован в 1743 году.
3. ↑  Расформирован в ноябре 1812 года на пополнение действующих частей.
4. ↑  В модлинском полку этот батальон стал 5-м резервным батальоном, а с 1863 года составил 2-й батальон 133-го пехотного Симферопольского полка. При переводе батальон сохранил знамя, пожалованное в 1824 году, в 1838 году к знамени была пожалована юбилейная лента (сдана в арсенал в 1884 году)
5. ↑  В новом резервном батальоне до 1836 года знамени не было.
6. ↑  Стал 3-м действующим батальоном Модлинского полка. Вместе с батальоном было передано знамя, пожалованное в 1833 году (знаки отличия не переданы). Старшинство 56-го (29-го) егерского полка сохранялось в 3-м батальоне Модлинского полка до 1884 года.
7. ↑  Батальону установлено старшинство 1703 года, как сформированному из чинов 1-го и 2-го батальонов.
8. ↑  С 1884 года по 1903 год георгиевское знамя 1-го батальона было полковым знаменем, у других батальонов полка сохранялись простые знамёна
9. ↑  Убит в ходе Гангутского сражения.
10. 1 2 3 4  Умер в должности.
11. ↑  Затем был уволен в длительный отпуск, продолжая числиться в полку.
12. ↑  Погиб в Бородинском сражении. Высочайшим приказом от 09.01.1813 исключен из списков убитым.
13. ↑  Умер в должности. ВП от 25.07.1829 исключен из списков умершим.
14. ↑  В 1820 он же - пишется как ПрЕжевский
15. ↑  Умер в должности. Высочайшим приказом от 21.03.1853 исключен из списков умершим.
16. ↑  Умер в должности. Высочайшим приказом от 07.04.1854 исключен из списков умершим.